# Verenigde Staten op de Olympische Winterspelen 1992
Tijdens de Olympische Winterspelen van 1992, die in Albertville (Frankrijk) werden gehouden, namen Verenigde Staten voor de zestiende keer deel.

## Medailleoverzicht
| Sport          | Olympiër                                                  | Discipline           | Medaille |
| -------------- | --------------------------------------------------------- | -------------------- | -------- |
| Freestyleskiën | Donna Weinbrecht                                          | moguls (v)           | Goud     |
| Kunstrijden    | Kristi Yamaguchi                                          | vrouwen              | Goud     |
| Schaatsen      | Bonnie Blair                                              | 500 m (v)            | Goud     |
| Schaatsen      | Bonnie Blair                                              | 1000 m (v)           | Goud     |
| Shorttrack     | Cathy Turner                                              | 500 m (v)            | Goud     |
| Alpineskiën    | Hilary Lindh                                              | afdaling (v)         | Zilver   |
| Alpineskiën    | Diann Roffe                                               | reuzenslalom (v)     | Zilver   |
| Kunstrijden    | Paul Wylie                                                | mannen               | Zilver   |
| Shorttrack     | Darcie Dohnal Amy Peterson Cathy Turner Nikki Ziegelmeyer | 3000 m aflossing (v) | Zilver   |
| Freestyleskiën | Nelson Carmichael                                         | moguls (m)           | Brons    |
| Kunstrijden    | Nancy Kerrigan                                            | vrouwen              | Brons    |

## Deelnemers en resultaten

### Alpineskiën
| Olympiër            | Discipline       | Resultaat | Prestatie                                                                              |
| ------------------- | ---------------- | --------- | -------------------------------------------------------------------------------------- |
| Reggie Crist        | afdaling (m)     | 28e       | 1.54,54 (+4,17)                                                                        |
| Matt Grosjean       | reuzenslalom (m) | dnf-2     | opgave run 2 1.07,76+dnf                                                               |
| Matt Grosjean       | slalom (m)       | 10e       | 1.46,94 (+2,55) 53,79+53,15                                                            |
| A J Kitt            | afdaling (m)     | 9e        | 1.51,98 (+1,61)                                                                        |
| A J Kitt            | super g (m)      | 23e       | 1.16,31 (+3,27)                                                                        |
| A J Kitt            | combinatie (m)   | dns-s1    | niet gestart slalom run 1 afdaling: 1.46,29                                            |
| Joe Levins          | slalom (m)       | dnf-1     | opgave run 1                                                                           |
| Tommy Moe           | afdaling (m)     | 20e       | 1.53,40 (+3,03)                                                                        |
| Tommy Moe           | super g (m)      | 28e       | 1.16,54 (+3,50)                                                                        |
| Tommy Moe           | combinatie (m)   | 18e       | 82,15 p. (+67,57) afdaling: 22,63 p. (1.47,19) slalom: 59,52 p. (1.51,59: 55,03+56,56) |
| Jeff Olson          | super g (m)      | 13e       | 1.15,06 (+2,02)                                                                        |
| Jeff Olson          | combinatie (m)   | dnf-s1    | opgave slalom run 1 afdaling: 1.48,29                                                  |
| Rob Parisien        | reuzenslalom (m) | 20e       | 2.12,03 (+5,05) 1.07,11+1.04,92                                                        |
| Casey Puckett       | reuzenslalom (m) | 25e       | 2.13,25 (+6,27) 1.08,17+1.05,08                                                        |
| Casey Puckett       | slalom (m)       | dnf-1     | opgave run 1                                                                           |
| Christopher Puckett | reuzenslalom (m) | dnf-1     | opgave run 1                                                                           |
| Kyle Rasmussen      | afdaling (m)     | 16e       | 1.52,71 (+2,34)                                                                        |
| Kyle Rasmussen      | super g (m)      | 17e       | 1.15,58 (+2,54)                                                                        |
| Kyle Rasmussen      | combinatie (m)   | 16e       | 66,7 p. (+52,12) afdaling: 13,56 p. (1.46,30) slalom: 53,14 p. (1.50,46: 55,01+55,45)  |
| Kyle Wieche         | slalom (m)       | 23e       | 1.51,12 (+6,73) 55,42+55,70                                                            |
|                     |                  |           |                                                                                        |
| Kristin Krone       | combinatie (v)   | dnf-a     | opgave afdaling                                                                        |
| Hilary Lindh        | afdaling (v)     | Zilver    | 1.52,61 (+0,06)                                                                        |
| Hilary Lindh        | super g (v)      | 17e       | 1.25,37 (+4,15)                                                                        |
| Julie Parisien      | super g (v)      | dq        | diskwalificatie (1.24,45)                                                              |
| Julie Parisien      | reuzenslalom (v) | 5e        | 2.14,10 (+1,36) 1.06,90+1.07,20                                                        |
| Julie Parisien      | slalom (v)       | 4e        | 1.33,40 (+0,72) 48,22+45,18                                                            |
| Monique Pelletier   | slalom (v)       | 18e       | 1.36,63 (+3,95) 50,38+46,25                                                            |
| Diann Roffe         | super g (v)      | dnf       | opgave                                                                                 |
| Diann Roffe         | reuzenslalom (v) | Zilver    | 2.13,71 (+0,97) 1.07,21+1.06,50                                                        |
| Krista Schmidinger  | afdaling (v)     | 12e       | 1.54,59 (+2,04)                                                                        |
| Krista Schmidinger  | combinatie (v)   | 11e       | 51,56 p. (+49,01) afdaling: 6,48 p. (1.26,36) slalom: 45,08 p. (1.14,77: 37,66+37,11)  |
| Edie Thys           | afdaling (v)     | 25e       | 1.58,13 (+5,58)                                                                        |
| Edie Thys           | reuzenslalom (v) | dnf-2     | opgave run 2 1.09,59+dnf                                                               |
| Eva Twardokens      | super g (v)      | 8e        | 1.24,19 (+2,97)                                                                        |
| Eva Twardokens      | reuzenslalom (v) | 7e        | 2.14,47 (+1,73) 1.07,03+1.07,44                                                        |
| Eva Twardokens      | slalom (v)       | dnf-1     | opgave run 1                                                                           |
| Heidi Voelker       | slalom (v)       | 20e       | 1.37,69 (+5,01) 50,92+46,77                                                            |

### Biatlon
| Olympiër                                                   | Discipline             | Resultaat | Prestatie |
| ---------------------------------------------------------- | ---------------------- | --------- | --- |
| Duncan Douglas                                             | 10 km (m)              | 55e       | 28.49,2 (+2.46,9) pen.: 2 (0 + 2)                                                                                           |
| Duncan Douglas                                             | 20 km (m)              | 59e       | 1:04.17,5 (+7.43,1) pen.: 6 (1 + 2 + 2 + 1)                                                                                 |
| Jon Engen                                                  | 20 km (m)              | 70e       | 1:06.18,4 (+9.44,0) pen.: 5 (0 + 1 + 2 + 2)                                                                                 |
| Curt Schreiner                                             | 10 km (m)              | 37e       | 28.08,4 (+2.06,1) pen.: 0 (0 + 0)                                                                                           |
| Curt Schreiner                                             | 20 km (m)              | 51e       | 1:03.34,2 (+6.59,8) pen.: 3 (1 + 0 + 0 + 2)                                                                                 |
| Josh Thompson                                              | 10 km (m)              | 32e       | 27.53,2 (+1.50,9) pen.: 1 (0 + 1)                                                                                           |
| Josh Thompson                                              | 20 km (m)              | 16e       | 1:00.05,4 (+3.31,0) pen.: 2 (0 + 2 + 0 + 0)                                                                                 |
| Erich Wilbrecht                                            | 10 km (m)              | 49e       | 28.41,1 (+2.38,8) pen.: 2 (1 + 1)                                                                                           |
| Team Jon Engen Duncan Douglas Josh Thompson Curt Schreiner | 4x7,5 km estafette (m) | 13e       | 1:30.44,0 (+6.00,5) pen.: 1 22.55,1 pen.: 0 (0 + 0) 23.21,2 pen.: 1 (0 + 1) 22.12,0 pen.: 0 (0 + 0) 22.15,7 pen.: 0 (0 + 0) |
|                                                            |                        |           | |
| Patrice Anderson                                           | 15 km (v)              | 42e       | 58.59,6 (+7.12,4) pen.: 2 (1 + 1 + 0 + 0)                                                                                   |
| Nancy Bell-Johnstone                                       | 7,5 km (v)             | 44e       | 28.20,6 (+3.51,4) pen.: 3 (1 + 2)                                                                                           |
| Nancy Bell-Johnstone                                       | 15 km (v)              | 34e       | 57.55,2 (+6.08,0) pen.: 5 (0 + 2 + 0 + 3)                                                                                   |
| Beth Coats                                                 | 15 km (v)              | 47e       | 59.36,1 (+7.48,9) pen.: 2 (0 + 0 + 1 + 1)                                                                                   |
| Joan Guetschow                                             | 7,5 km (v)             | 64e       | 31.30,6 (+7.01,4) pen.: 3 (1 + 2)                                                                                           |
| Mary Ostergren                                             | 7,5 km (v)             | 25e       | 27.05,7 (+2.36,5) pen.: 2 (0 + 2)                                                                                           |
| Joan Smith                                                 | 7,5 km (v)             | 21e       | 26.54,5 (+2.25,3) pen.: 0 (0 + 0)                                                                                           |
| Joan Smith                                                 | 15 km (v)              | 55e       | 1:01.15,2 (+10.28,0) pen.: 5 (1 + 2 + 0 + 2)                                                                                |
| Team Nancy Bell-Johnstone Joan Smith Mary Ostergren        | 3x7,5 km estafette (v) | 15e       | 1:24.36,9 (+8.41,3) pen.: 2 29.15,7 pen.: 1 (0 + 1) 27.47,7 pen.: 0 (0 + 0) 27.33,5 pen.: 1 (0 + 1)                         |

### Bobsleeën
| Olympiër                                                         | Discipline                        | Resultaat | Prestatie                                               |
| ---------------------------------------------------------------- | --------------------------------- | --------- | ------------------------------------------------------- |
| Brian Shimer Herschel Walker                                     | 2-mansbob (m) Verenigde Staten I  | 7e        | 4.03,95 (+0,69) (1.00,34 / 1.01,27 / 1.01,22 / 1.01,12) |
| Brian Richardson Greg Harrell                                    | 2-mansbob (m) Verenigde Staten II | 24e       | 4.08,17 (+4,91) (1.01,56 / 1.02,15 / 1.02,26 / 1.02,20) |
| Randy Will Joe Sawyer Karlos Kirby Chris Coleman                 | 4-mansbob (m) Verenigde Staten I  | 9e        | 3.54,92 (+1,02) (58,57 / 58,71 / 58,75 / 58,89)         |
| Charles Leonowicz Robert Weissenfels Bryan Leturgez Jeff Woodard | 4-mansbob (m) Verenigde Staten II | 11e       | 3.55,23 (+1,33) (58,74 / 58,99 / 58,56 / 58,94)         |

### Freestyleskiën
| Olympiër          | Discipline | Resultaat | Prestatie                         |
| ----------------- | ---------- | --------- | --------------------------------- |
| Nelson Carmichael | moguls (m) | Brons     | 24,82 p. (kwalificatie: 23,90 p.) |
| Craig Rodman      | moguls (m) | 13e       | 21,18 p. (kwalificatie: 22,25 p.) |
| Chuck Martin      | moguls (m) | 15e       | 20,77 p. (kwalificatie: 22,59 p.) |
| Bob Aldighieri    | moguls (m) | 23e       | dnq (kwalificatie: 20,61 p.)      |
| Donna Weinbrecht  | moguls (v) | Goud      | 23,69 p. (kwalificatie: 23,48 p.) |
| Liz McIntyre      | moguls (v) | 6e        | 21,24 p. (kwalificatie: 22,60 p.) |
| Ann Battelle      | moguls (v) | 21e       | dnq (kwalificatie: 14,51 p.)      |
| Maggie Connor     | moguls (v) | 22e       | dnq (kwalificatie: 13,95 p.)      |

### Kunstrijden
| Olympiër                           | Discipline | Resultaat | Prestatie                                                 |
| ---------------------------------- | ---------- | --------- | --------------------------------------------------------- |
| Paul Wylie                         | mannen     | Zilver    | 3,5 p. (korte kür: 3 - lange kür: 2)                      |
| Christopher Bowman                 | mannen     | 4e        | 7,5 p. (korte kür: 7 - lange kür: 4)                      |
| Todd Eldredge                      | mannen     | 10e       | 15,5 p. (korte kür: 9 - lange kür: 11)                    |
| Kristi Yamaguchi                   | vrouwen    | Goud      | 1,5 p. (korte kür: 1 - lange kür: 1)                      |
| Nancy Kerrigan                     | vrouwen    | Brons     | 4,0 p. (korte kür: 2 - lange kür: 3)                      |
| Tonya Harding                      | vrouwen    | 4e        | 7,0 p. (korte kür: 6 - lange kür: 4)                      |
| Natasha Kuchiki Todd Sand          | paarrijden | 6e        | 9,0 p. (korte kür: 6 - lange kür: 6)                      |
| Calla Urbanski Rocky Marval        | paarrijden | 10e       | 14,5 p. (korte kür: 7 - lange kür: 11)                    |
| Jenni Meno Scott Wendland          | paarrijden | 11e       | 15,0 p. (korte kür: 12 - lange kür: 9)                    |
| April Sargent-Thomas Russ Witherby | ijsdansen  | 11e       | 21,6 p. (verpl.1: 10 - verpl.2: 10 - org.: 11 - vrij: 11) |
| Rachel Mayer Peter Breen           | ijsdansen  | 15e       | 29,0 p. (verpl.1: 14 - verpl.2: 14 - org.: 14 - vrij: 15) |

### Langlaufen
| Olympiër                                                           | Discipline                    | Resultaat | Prestatie                                           |
| ------------------------------------------------------------------ | ----------------------------- | --------- | --------------------------------------------------- |
| John Aalberg                                                       | 10 km klassiek (m)            | 18e       | 29.47,6 (+2.11,6)                                   |
| John Aalberg                                                       | 50 km vrije stijl (m)         | 33e       | 2:15.33,5 (+11.52,0)                                |
| John Aalberg                                                       | achtervolging 10 km+15 km (m) | 26e       | +4.17,3 (10 km:29.47 + 15 km:40.08,2)               |
| John Bauer                                                         | 10 km klassiek (m)            | 23e       | 29.58,0 (+2.22,0)                                   |
| John Bauer                                                         | achtervolging 10 km+15 km (m) | 32e       | +4.59,8 (10 km:29.58 + 15 km:40.39,7)               |
| Luke Bodensteiner                                                  | 30 km klassiek (m)            | 27e       | 1:28.45,7 (+6.17,9)                                 |
| Luke Bodensteiner                                                  | 50 km vrije stijl (m)         | 43e       | 2:18.42,4 (+15.00,9)                                |
| John Callahan                                                      | 30 km klassiek (m)            | 49e       | 1:32.07,9 (+9.40,1)                                 |
| James Curran                                                       | 50 km vrije stijl (m)         | 56e       | 2:26.17,0 (+22.35,5)                                |
| John Farra                                                         | 10 km klassiek (m)            | 60e       | 32.06,0 (+4.30,0)                                   |
| John Farra                                                         | achtervolging 10 km+15 km (m) | 49e       | +6.52,4 (10 km:32.06 + 15 km:40.24,3)               |
| Ben Husaby                                                         | 10 km klassiek (m)            | 26e       | 30.06,0 (+2.30,0)                                   |
| Ben Husaby                                                         | achtervolging 10 km+15 km (m) | 46e       | +6.39,2 (10 km:30.06 + 15 km:42.11,1)               |
| Bill Koch                                                          | 30 km klassiek (m)            | 42e       | 1:30.41,6 (+8.13,8)                                 |
| Pete Vordenberg                                                    | 30 km klassiek (m)            | 51e       | 1:32.24,7 (+9.56,9)                                 |
| Pete Vordenberg                                                    | 50 km vrije stijl (m)         | 57e       | 2:26.25,8 (+22.44,3)                                |
| Team John Aalberg Ben Husaby John Bauer Luke Bodensteiner          | 4x10 km estafette (m)         | 12e       | 1:48.15,8 (+8.49,8) 26.30,7 27.39,7 27.14,8 26.50,6 |
|                                                                    |                               |           |                                                     |
| Ingrid Butts                                                       | 5 km klassiek (v)             | 47e       | 16.07,9 (+1.54,1)                                   |
| Ingrid Butts                                                       | achtervolging 5 km+10 km (v)  | 48e       | +6.06,0 (5 km:16.08 + 10 km:30.05,7)                |
| Dorcas Wonsavage                                                   | 15 km klassiek (v)            | 44e       | 50.00,5 (+7.39,7)                                   |
| Dorcas Wonsavage                                                   | 30 km vrije stijl (v)         | 45e       | 1:36.39,8 (+14.09,7)                                |
| Nancy Fiddler                                                      | 5 km klassiek (v)             | 25e       | 15.19,2 (+1.05,4)                                   |
| Nancy Fiddler                                                      | 15 km klassiek (v)            | 27e       | 46.42,4 (+4.21,6)                                   |
| Nancy Fiddler                                                      | 30 km vrije stijl (v)         | 29e       | 1:33.02,5 (+10.32,4)                                |
| Nancy Fiddler                                                      | achtervolging 5 km+10 km (v)  | 29e       | +3.31,2 (5 km:15.19 + 10 km:28.19,9)                |
| Sue Forbes                                                         | 15 km klassiek (v)            | 41e       | 49.42,7 (+7.21,9)                                   |
| Nina Kemppel                                                       | 5 km klassiek (v)             | 56e       | 17.12,9 (+2.59,1)                                   |
| Nina Kemppel                                                       | achtervolging 5 km+10 km (v)  | 52e       | +8.03,0 (5 km:17.13 + 10 km:30.57,7)                |
| Leslie Thompson                                                    | 5 km klassiek (v)             | 52e       | 16.27,8 (+2.14,0)                                   |
| Leslie Thompson                                                    | achtervolging 5 km+10 km (v)  | 41e       | +5.11,4 (5 km:16.28 + 10 km:28.51,1)                |
| Brenda White                                                       | 15 km klassiek (v)            | 36e       | 48.06,0 (+5.45,2)                                   |
| Brenda White                                                       | 30 km vrije stijl (v)         | 49e       | 1:37.54,0 (+15.23,9)                                |
| Elizabeth Youngman                                                 | 30 km vrije stijl (v)         | 43e       | 1:36.12,1 (+13.42,0)                                |
| Team Nancy Fiddler Ingrid Butts Leslie Thompson Elizabeth Youngman | 4x5 km estafette (v)          | 13e       | 1:04.48,5 (+5.13,7) 15.36,1 16.32,4 16.11,9 16.28,1 |

### Noordse combinatie
| Olympiër                                    | Discipline      | Resultaat | Prestatie |
| ------------------------------------------- | --------------- | --------- | --- |
| Ryan Heckman                                | individueel (m) | 37e       | +9.13,8 — schans: 196,4 p — 15 km: 50,07,9 |
| Todd Wilson                                 | individueel (m) | 39e       | +9.54,0 — schans: 176,7 p — 15 km: 48.36,7 |
| Tim Tetreault                               | individueel (m) | 40e       | +10.21,5 — schans: 195,5 p — 15 km: 51.09,6 |
| Joe Holland                                 | individueel (m) | dnf       | opgave — schans: 206,3 p — 15 km: — |
| Team Joe Holland Tim Tetreault Ryan Heckman | team (m)        | 8e        | +9.08,3 — schans: 591,3 p — 30 km: 1:28.15,8 schans: 184,3 p — 10 km: 29.44,9 schans: 198,1 p — 10 km: 28.48,6 schans: 208,9 p — 10 km: 29.42,3 |

### Rodelen
| Olympiër                   | Discipline | Resultaat | Prestatie                                             |
| -------------------------- | ---------- | --------- | ----------------------------------------------------- |
| Duncan Kennedy             | mannen     | 10e       | 3.03,852 (+1,489) (45,553 / 45,849 / 46,258 / 46,192) |
| Wendel Suckow              | mannen     | 12e       | 3.04,195 (+1,832) (45,838 / 45,874 / 46,416 / 46,067) |
| Robert Pipkins             | mannen     | 21e       | 3.06,899 (+4,536) (47,996 / 45,878 / 46,601 / 46,424) |
| Cammy Myler                | vrouwen    | 5e        | 3.07,973 (+1,277) (46,974 / 47,049 / 46,962 / 46,988) |
| Erica Terwillegar          | vrouwen    | 9e        | 3.08,547 (+1,851) (47,094 / 47,124 / 47,210 / 47,119) |
| Bonny Warner               | vrouwen    | 18e       | 3.09,757 (+3,061) (47,493 / 47,385 / 47,513 / 47,366) |
| Wendel Suckow Bill Tavares | dubbel     | 9e        | 1.33,451 (+1,398) (46,787 / 46,664)                   |
| Chris Thorpe Gordy Sheer   | dubbel     | 12e       | 1.34,042 (+1,989) (46,980 / 47,062)                   |

### Schaatsen
| Olympiër         | Discipline   | Resultaat | Prestatie           |
| ---------------- | ------------ | --------- | ------------------- |
| Dave Besteman    | 1000 m (m)   | 20e       | 1.16,57 (+1,72)     |
| Dave Cruikshank  | 500 m (m)    | 22e       | 38,28 (+1,14)       |
| Eric Flaim       | 1000 m (m)   | 16e       | 1.16,47 (+1,62)     |
| Eric Flaim       | 1500 m (m)   | 24e       | 1.59,60 (+4,79)     |
| Eric Flaim       | 5000 m (m)   | 6e        | 7.11,15 (+11,18)    |
| Mark Greenwald   | 5000 m (m)   | 19e       | 7.21,19 (+21,22)    |
| Mark Greenwald   | 10.000 m (m) | 24e       | 15.03,02 (+50,90)   |
| Dan Jansen       | 500 m (m)    | 4e        | 37,46 (+0,32)       |
| Dan Jansen       | 1000 m (m)   | 26e       | 1.17,34 (+2,49)     |
| Jeff Klaiber     | 10.000 m (m) | 27e       | 15.13,65 (+1.01,53) |
| Nate Mills       | 1500 m (m)   | 35e       | 2.01,54 (+6,73)     |
| Marty Pierce     | 500 m (m)    | 19e       | 38,15 (+1,01)       |
| Chris Shelley    | 1500 m (m)   | 32e       | 2.01,11 (+6,30)     |
| Nick Thometz     | 500 m (m)    | 13e       | 37,83 (+0,69)       |
| Nick Thometz     | 1000 m (m)   | 15e       | 1.16,19 (+1,34)     |
| Brian Wanek      | 1500 m (m)   | 19e       | 1.58,50 (+3,69)     |
| Brian Wanek      | 5000 m (m)   | 12e       | 7.13,35 (+13,38)    |
| Brian Wanek      | 10.000 m (m) | 22e       | 14.51,34 (+39,22)   |
|                  |              |           |                     |
| Bonnie Blair     | 500 m (v)    | Goud      | 40,33               |
| Bonnie Blair     | 1000 m (v)   | Goud      | 1.21,90             |
| Bonnie Blair     | 1500 m (v)   | 21e       | 2.10,89 (+5,02)     |
| Peggy Clasen     | 500 m (v)    | 22e       | 41,95 (+1,62)       |
| Peggy Clasen     | 1000 m (v)   | 29e       | 1.25,31 (+3,41)     |
| Moira d'Andrea   | 1000 m (v)   | 32e       | 1.26,13 (+4,23)     |
| Mary Docter      | 1500 m (v)   | 15e       | 2.09,66 (+3,79)     |
| Mary Docter      | 3000 m (v)   | 15e       | 4.34,51 (+14,61)    |
| Mary Docter      | 5000 m (v)   | 17e       | 8.04,42 (+32,85)    |
| Michelle Kline   | 500 m (v)    | 26e       | 42,41 (+2,08)       |
| Michelle Kline   | 1000 m (v)   | dq        | diskwalificatie     |
| Michelle Kline   | 3000 m (v)   | 25e       | 4.45,65 (+25,75)    |
| Michelle Kline   | 5000 m (v)   | 24e       | 8.20,88 (+49,31)    |
| Tara Laszlo      | 1500 m (v)   | 27e       | 2.13,35 (+7,48)     |
| Tara Laszlo      | 5000 m (v)   | 23e       | 8.15,00 (+43,43)    |
| Kristen Talbot   | 500 m (v)    | 17e       | 41,77 (+1,44)       |
| Angela Zuckerman | 1500 m (v)   | 26e       | 2.13,21 (+7,34)     |
| Angela Zuckerman | 3000 m (v)   | 22e       | 4.41,88 (+21,98)    |

### Schansspringen
| Olympiër                                              | Discipline                     | Resultaat | Prestatie |
| ----------------------------------------------------- | ------------------------------ | --------- | --- |
| Jim Holland                                           | normale schans individueel (m) | 13e       | 201,1 punten 104,5 p. (85,0 m) + 96,6 p. (81,0 m) |
| Jim Holland                                           | grote schans individueel (m)   | 12e       | 175,1 punten 90,0 p. (105,0 m) + 85,1 p. (101,5 m) |
| Bob Holme                                             | normale schans individueel (m) | 51e       | 171,3 punten 83,7 p. (77,0 m) + 87,6 p. (78,5 m) |
| Bob Holme                                             | grote schans individueel (m)   | 36e       | 137,1 punten 71,1 p. (96,5 m) + 66,0 p. (92,5 m) |
| Ted Langlois                                          | normale schans individueel (m) | 28e       | 188,8 punten 91,5 p. (80,0 m) + 97,3 p. (83,0 m) |
| Ted Langlois                                          | grote schans individueel (m)   | 48e       | 118,4 punten 57,2 p. (88,0 m) + 61,2 p. (90,5 m) |
| Bryan Sanders                                         | normale schans individueel (m) | 38e       | 184,8 punten 99,1 p. (83,5 m) + 85,7 p. (77,0 m) |
| Bryan Sanders                                         | grote schans individueel (m)   | 36e       | 137,1 punten 61,2 p. (90,5 m) + 75,9 p. (98,5 m) |
| Team Bob Holme Ted Langlois Bryan Sanders Jim Holland | grote schans team (m)          | 12e       | 482,4 punten 76,6 p. (99,0 m) + 72,6 p. (96,5 m) 82,8 p. (102,0 m) + 80,7 p. (100,5 m) 77,5 p. (100,0 m) + 68,7 p. (95,5 m) 86,9 p. (103,5 m) + 81,9 p. (101,0 m) |

### Shorttrack
| Olympiër                                                  | Discipline           | Resultaat | Prestatie                                                           |
| --------------------------------------------------------- | -------------------- | --------- | ------------------------------------------------------------------- |
| Andy Gabel                                                | 1000 m (m)           | dq        | dnq, vr 5: diskwalificatie                                          |
|                                                           |                      |           |                                                                     |
| Cathy Turner                                              | 500 m (v)            | Goud      | Finale: 47,04, hf 2 (1e): 47,41, kf 1 (1e): 48,51, vr 2 (1e): 47,69 |
| Amy Peterson                                              | 500 m (v)            | 21e       | dnq, vr 6 (3e): 51,05                                               |
| Darcie Dohnal Amy Peterson Cathy Turner Nikki Ziegelmeyer | 3000 m aflossing (v) | Zilver    | Finale: 4.37,85, hf 1 (2e): 4.42,56                                 |

### IJshockey
| Olympiër | Discipline | Resultaat | Prestatie |
| --- | ---------- | --------- | --- |
| Greg Brown Clark Donatelli Ted Donato Ted Drury David Emma Scott Gordon Guy Gosselin Bret Hedican Steve Heinze Sean Hill Jim Johannson Scott Lachance Ray LeBlanc Moe Mantha Shawn McEachern Marty McInnis Joe Sacco Tim Sweeney Keith Tkachuk Dave Tretowicz C. J. Young Scott Young | mannen     | 4e        | Voorronde groep A: 6- 3 Verenigde Staten - Italië 2- 0 Verenigde Staten - Duitsland 4- 1 Verenigde Staten - Finland 3- 0 Verenigde Staten - Polen 3- 3 Verenigde Staten - Zweden Kwartfinale: 4- 1 Verenigde Staten - Frankrijk Halve finale: 2- 5 Verenigde Staten - Gezamenlijk team Bronzen finale: 1- 6 Verenigde Staten - Tsjecho-Slowakije |

Algerije · Amerikaanse Maagdeneilanden · Andorra · Argentinië · Australië · België · Bermuda · Bolivia · Brazilië · Bulgarije · Canada · Chili · China · Chinees Taipei · Costa Rica · Cyprus · Denemarken · Duitsland · Estland · Filipijnen · Finland · Frankrijk · Gezamenlijk team · Griekenland · Groot-Brittannië · Honduras · Hongarije · Ierland · IJsland · India · Italië · Jamaica · Japan · Joegoslavië · Kroatië · Letland · Libanon · Liechtenstein · Litouwen · Luxemburg · Marokko · Mexico · Monaco · Mongolië · Nederland · Nederlandse Antillen · Nieuw-Zeeland · Noord-Korea · Noorwegen · Oostenrijk · Polen · Puerto Rico · Roemenië · San Marino · Senegal · Slovenië · Spanje · Swaziland · Tsjecho-Slowakije · Turkije · Verenigde Staten · Zuid-Korea · Zweden · Zwitserland